# 맛다디아

맛다디아(Mattathias, 마타디아, 본명: Mattathias ben Johanan, 히브리어: мַתִּתְיָתוּ ehַכֵֹּן בֶּן יוֹחָנָן, Mattīṯyāhū haKōhēn ben Yōḥānān, 사망: 기원전 166~165년)는 코헨(유대인 성직자)이었다. 헬레니즘 셀레우코스 제국에 대항하여 마카베오 반란을 촉발시켰다. 맛다디아의 이야기는 신명기 마카베오상과 플라비우스 요세푸스의 저작물에 나와 있다. 맛다디아는 하누카 이야기에서 중심적인 역할을 담당하며 그 결과 유대인들이 축제 8일 동안 비르카트 하마존(Birkat Hamazon, 식사 후 은혜)과 아미다(Amidah)에 추가하는 알하니심(Al HaNissim) 기도문에 이름이 지정되었다.

## 같이 보기
- 하슈모나이 왕국